# Johann Hermann Fürstenau
Johann Hermann Fürstenau (* 1. Juni 1688 in Herford, Westfalen; † 7. April 1756 in Rinteln, Niedersachsen) war ein deutscher Mediziner.

## Leben
Johann Hermann war der Sohn des Pfarrers Johannes Fürstenau (* 25. März 1647 in Herford; † 18. November 1717 ebd.), sowie dessen Frau Modesta Elisabeth Barckhausen (1664–??) und wurde am 27. Mai 1688 in Herford getauft. Fürstenau besuchte das Gymnasium seiner Heimatstadt und begann am 10. Mai 1706 ein Studium der Medizin an der Universität Wittenberg. Hier wurden Paul Gottfried Sperling, Johann Heinrich von Heucher, Adam Brendel, Heinrich Klausing, Johann Georg Neumann, Gottlieb Wernsdorf der Ältere, Caspar Löscher, Konrad Samuel Schurzfleisch, Johannes Balthasar Wernher, Johann Gottfried von Berger und besonders Christian Vater seine Lehrer.
Im September 1707 wechselte er an die Universität  Jena, wo er bei seinem Bruder dem Syndikus Dr. jur. Johann Adolph Fürstenau (* Oktober 1683 in Herford; † 20. April 1723 in Jena) unterkam. In Jena wurden seine Studien bei Johann Adrian Slevogt, Georg Albrecht Hamberger und Georg Wolfgang Wedel fortgesetzt, bis er sich am 9. Oktober 1708 an die Universität Halle begab, wo Friedrich Hoffmann und Georg Ernst Stahl seine Ausbildung fortsetzten. Am 18. April 1709 verteidigte er seine Arbeit Desiderata anatomico-physiologica und wurde daraufhin zum Doktor der Medizin promoviert. Anschließend ging zurück in seine Heimatstadt, wurde dort Arzt, unternahm von dort aus aber zahlreiche wissenschaftliche Reisen durch Deutschland und Holland.
Ab 1717 praktizierte er wieder in seiner Heimatstadt, wo er  am 6. Juni 1717 Sophie Eleonore Büsching, die Tochter des Johann Ludwig Buesching und der Catharina Sophia Walter heiratete. Im Jahr 1720 folgte er einem Ruf als Professor der Medizin an die Universität Rinteln, die ihm 1730 auch die nach dem Muster der preußischen Universitäten begründete Professur für Landwirtschaftliche Ökonomie übertrug. Im Jahr 1752 zeichnete ihn die philosophische Fakultät der Universität Göttingen mit dem Magister/Doktordiplom aus. Fürstenau verfasste zahlreiche akademische Schriften und Zeitschriftenartikel, in denen er es unternahm, vornehmlich die Lücken und Mängel der neuen Erkenntnisse in den einzelnen Zweigen der Medizin seiner Zeit in Form von „Desideratis“ aufzuweisen, ohne freilich selber zu ihrer Auffüllung und Behebung beizutragen.
Der Ökonom und Philosoph Karl Gottfried Fürstenau sowie der Midiziner Johann Friedrich Fürstenau waren seine Söhne.

## Werke (Auswahl)
- Desiderata anatomico–physiologica. Zeitler Halle/Saale 1709 (Dissertation)
- Dissertatio epistolaris, qua desiderata circa morbos eorumque signa exponit, gemeinsam mit Theodoor Jansson ab Almeloveen, Schoonwald, 1712
- Oratio inauguralis „De fatis medicorum“. Enax, Rinteln 1720
- Programma „De religione medici“. Rinteln 1720
- Programma de valetudine principum, invitator. ad Orat, panegyr. in Sereniss. natalem. Rinteln 1724
- Desiderata medica. Gleditsch, Leipzig 1727.
- Gründliche Anleitung zur Haushaltungs-Kunst und dahin gehörigen Schriften. Verlag Meyer, Lemgo 1736 (LLB Detmold)
- Kurze Einleitung zur Haushaltungs-Vieh-Arzneykunst, oder vernünftige Gedanken von unvernünftigen Haushaltungsthieren, derselben Mängeln, Gebrechen und Hülfsmitteln überhaupt, und der jetzo unter dem Hornviehe herumgehenden Seuche besonders. Wolfenbüttel 1747
- Gegründete Anmerkungen von dem rechten Gebrauch und vielerley Missbrauch derer mineralischen Wasser, besonders des Pyrmonter Gesundbrunnens. Lemgo 1751
- Medicinae forensis contractae. Enax, Rinteln 1752 (3 Bde.)
- Programma „De lihertate academica“. Rinteln 1753

(noch zu Bibliographieren)
1. Desiderata practica ad Gothofr. Thomasium, polyhístorem Noribergensem. Frankfurt 1720
2. Progr.in exsequiis Herrn. Zollii.  Rinteln 1725
3. Prog. in exsequiis Jo. Herrn. Schminkii. Rinteln 1725
4. Prog. invitator. ad audiend. orat. inaug. H. F. Goeddaei. Rinteln 1725
5. Prog. ad orat de desideratis medico - forensibus. Rinteln 1725
6. Prog. in exsequiis Chr. Phil, Dohm. Rinteln 1726
7. Progr. in natal. Serenissimi de historia naturali. Rinteln 1728
8. Or. de analogia Academiae et Oeconomiae. Rinteln 1730
9. Progr. de vitiis eruditorum etc. Rinteln 1731
10. Diss de carcinomate labii inferioris absque sectione persanato. Rinteln 1739
11. Progr. de ritibus academicia. Rinteln 1742
12. Progr. de oeconomia humana. Rinteln 1744.
13. Progr. de electricitate. Rinteln 1745
14. Progr. de eodem et diverso in corpore humano. Rinteln 1746
15. Diss. de mentis Lutheri in oecomiam   publicam et privatam. Rinteln 1749
16. Progr. de praeiudiciis in artis exercitio salutaris vulgaribus sedulo vitandis. Rinteln 1750
17. Progr. de sestorum imminutione dierum oeconomia publicae profutura. Rinteln 1754
18. Diss. de febribus. Rinteln 1755

## Promotionen unter Fürstenaus Obhut
- A. F. Bauch: De dysenteria alba in puerpera. Rinteln 1723
- Friedrich Wilhelm Bierling: Programma „In funere“. Rinteln 1720
- Christoph Rudolph Bödecker: De brachio sphacelato spontanea naturae vi abintegro religio corpore separato. Rinteln 1754
- .. Bußmann: De methodo medendi. Rinteln 1740
- J. A. Casselmann: De sulphure et medicamentis sulphureis. Rinteln 1745
- Phil. Christ. Casselmann: Desiderata oeconomica. Enax, Rinteln 1731
- Zacharias Conrad: Epistola de morbis JCtorum. 1720
- J. Deen: Abscessibus musculorum abdominis et vicinarum partium laeta tristiaque exempla sistens. Rinteln 1742
- Liborius Christian Engel: De brutorum morbis vulgo Vieh-Seuchen. Enax, Rinteln 1733
- Otto Christoph Faust: De contagio et morbis contagiosis. Enax, Rinteln 1742
- Daniel Albrecht Förster: De usu et abusu acidularum in affectibus spasmodicis et hypochondriacis. Enax, Rinteln 1731
- Carl Gottfried Fürstenau: De doloribus. Rinteln 1753
- Johann Friedrich Fürstenau: De initiis typographiae physiologicis. Rinteln 1740
- Justus Gercke: De viti saltu sive chorea, vulgo Veits–Tanz. Enax, Rinteln 1750
- Tobias Friedrich Germin: De tympanite. Rinteln 1733
- Martin Grøn: Exercitatio oeconomica de aëre. Enax, Rinteln 1732
- Matthias Grøn: Novum circa aëroscopiam tentamen, quo ex gravitate et elasticitate aëris omnes eius motus derivantur. Enax, Rinteln 1732
- M. Grøn: De odoribus. Enax, Rinteln 1732
- Justus Hermann Lange: De morbis medicoruin. Rinteln 1732
- Barward Johann Müller: De vita longa. Rinteln 1721
- J. B. Panzer: De oculorum vitiis praecipuis. Rinteln  1748
- Johann Philipp Paxmann: Spicilegium observationum de indorum morbis et medicina. Enax, Rinteln 1735
- P. H. Pfannkuch: De mania. Rinteln 1739
- Christoph Randel: De xenodochiis vulgo von den Hospitälern oder Lazarethen. Enax, Rinteln 1734
- Gabriel Riemer: De medicamentorum viribus rite aestimandis. Rinteln 1751
- Christoph Konrad Sickel: e officio medici, speciatim ordinarii, alias physici dicti, circa personas inspectioni suae demandatas. Rinteln 1721
- Martin Simon: De hydrope pectoris. Rinteln 1721
- Johannes Vincentinus: Desiderata chirurgica. Rinteln 1723
- Georg Friedrich Vogler: De arte obstetricla. Enax, Rinteln 1746
- Johann Benedikt von Wichmann: De scorbuto. Enax, Rinteln 1751
- J. P. Wüstenberg: Dissertatio Theses medicae inauguralis. Rinteln 1729
- Hermann Friedrich Zoll: De eo, quod divinum est in historia litteraria. Enax, Rinteln 1731
- Konrad Ludwig Zoll: De respiratione sana et morbosa. Enax, Rinteln 1741